# 무성산
무성산은 공주시 사곡면과 정안면, 우성면 사이 위치한 산으로, 공주시의 북서쪽에 서 있다.
무성산은 높이 614m이며, 남북으로 봉우리들이 늘어서 있다. 남북으로 15㎞에 걸쳐 갈미봉에서 약산까지 형성된 산줄기의 중심을 이루고 있다.
공주 북서부 산지의 대부분을 구성하고 있는 무성산은 호상편마암으로 이루어져 있으며, 주능선에는 주빙하성 퇴적물로 이루어진 곳에 무성산성터가 남아 있다. 도천천이 무성산에서 발원하여 상류부에 충적선상지를 형성하였다.